# Anna czerska
Anna (ur. ok. 1270, zm. po 13 lipca 1324) – księżniczka mazowiecka (czerska), księżna raciborska z dynastii Piastów.
Była córką Konrada II czerskiego i Jadwigi, córki księcia legnickiego Bolesława Rogatki. Między 1289 a 1290 wyszła za mąż za Przemysława raciborskiego. Owdowiała 7 maja 1306. Gdy jej syn Leszek dorósł do przejęcia władzy w księstwie, przeniosła się najprawdopodobniej do Wodzisławia, gdzie za przyzwoleniem syna zamieszkała wraz z córką, prawdopodobnie Konstancją. Po śmierci została pochowana w Raciborzu, przypuszczalnie w kościele Dominikanów lub klasztorze Dominikanek.